# Lubiatowo (Choczewo)
Lubiatowo (deutsch Lübtow, kaschubisch Lëbiatowò) ist ein Dorf im Powiat Wejherowski der Woiwodschaft Pommern in Polen. Es gehört zum Sołectwo (Schulzenamt) Kopalino (Koppalin) der Landgemeinde Choczewo. Das Dorf gilt seit Ende 2021 als möglicher Standort des ersten Kernkraftwerks des Landes.

## Geographie
Das Dorf liegt in Hinterpommern, etwa zwei Kilometer von der Ostseeküste entfernt. Choczewo (Chottschow) liegt etwa sechs Kilometer südlich, die Kreisstadt Wejherowo (Neustadt in Westpreußen) 32 Kilometer südöstlich. Im Norden grenzt die Gemarkung an die Ostsee, im Osten an Białogóra (Wittenberg) sowie den Weiler Osieczki, im Süden an Osieki Lęborskie (Ossecken) sowie Kierzkowo (Kerschkow) und im Südwesten sowie Westen an Kopalino (Koppalin). Ein Ortsteil ist Szklana Huta (Glashütte Ossecken).
Die Landschaft ist eine Grundmoränenlandschaft. Die hohe Düne an der Küste ist bewaldet. Die Landgemeinde grenzt über eine Strecke von 17 Kilometern an die Ostsee. In diese mündet der 3,6 Kilometer lange Lübtower Bach (Lubiatówka).

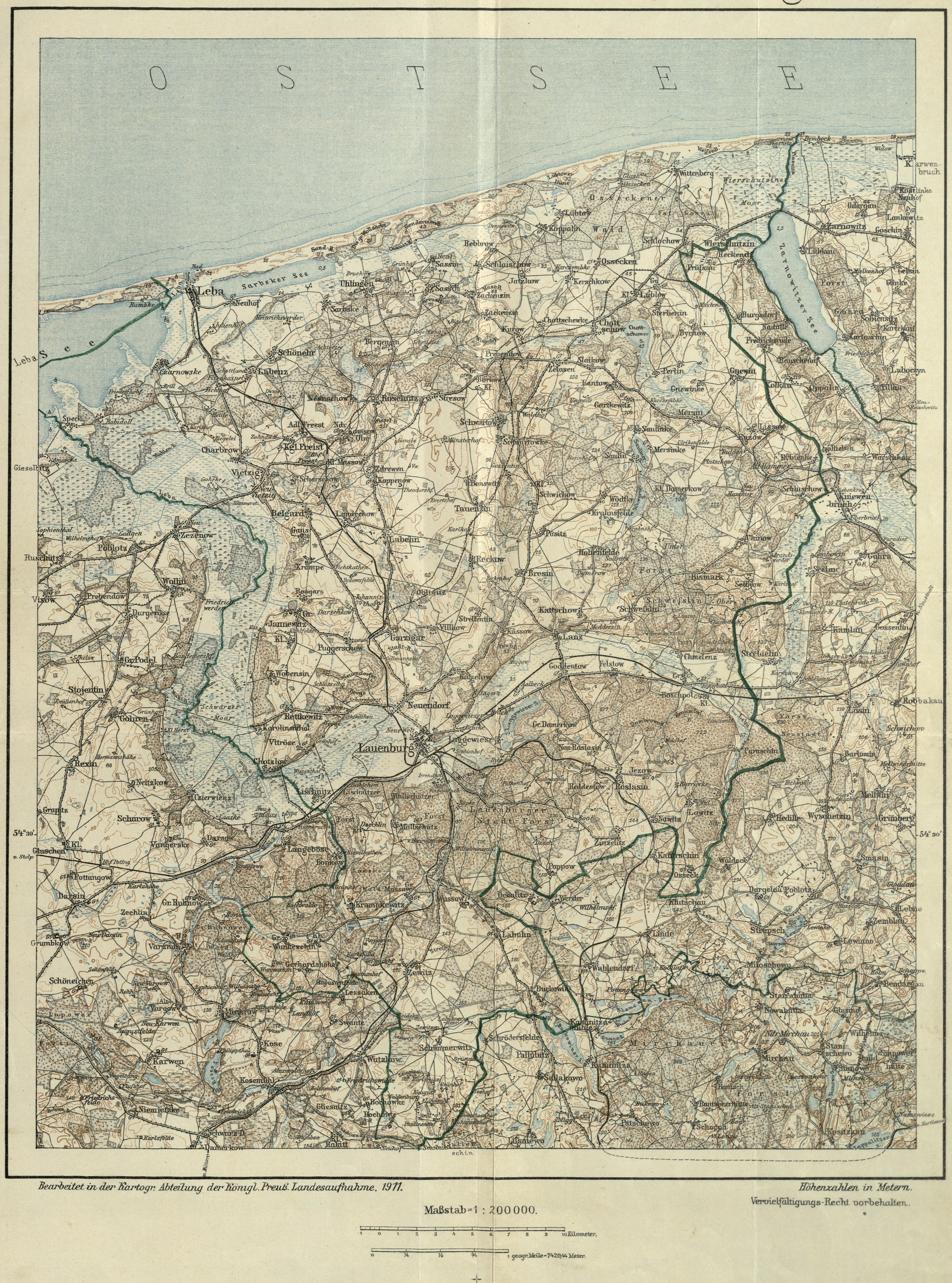
Lübtow, nahe der Ostseeküste, ostnordöstlich der Stadt Leba, südlich der Lübtower Düne und nordwestlich von Ossecken, auf einer Landkarte von 1911

## Geschichte

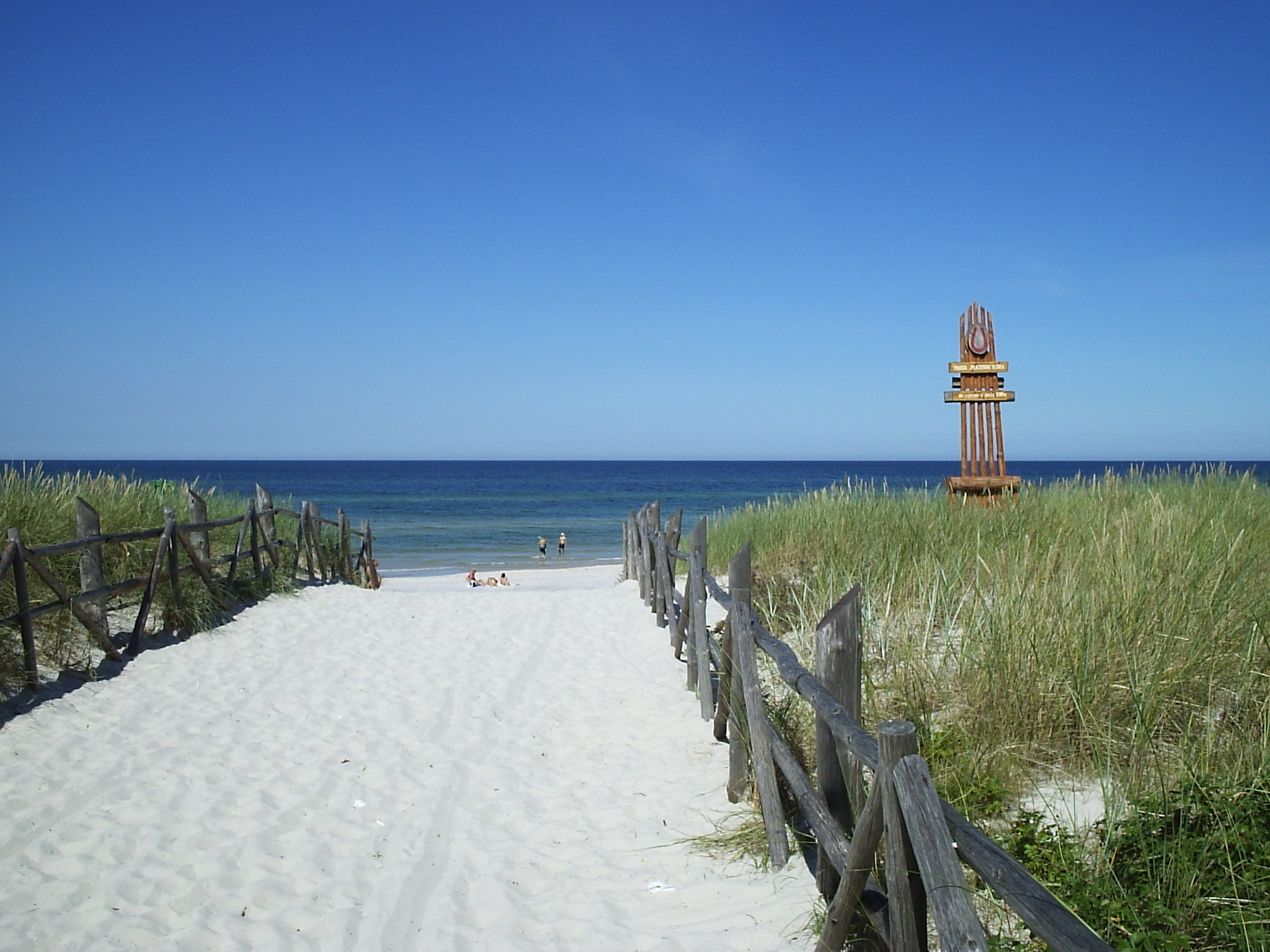
Strand des Orts (2005)

Im Jahr 1437 wird der seinerzeit Lubbetow (poln. Lubiatowo) genannte Ort als Panengut zu polnischem Zinslehne bezeichnet; schon lange vor 1618 war der Ort Wohnsitz der autochthonen pommerellischen Adelsfamilie Lübtow, die noch 1858 hier sesshaft war. Um 1780 hatte das Dorf drei adlige Wohnsitze, vier Vorwerke, auf der Feldmark die Ortschaft Koppalin, bestehend aus sechs Höfen und Katen, einen Buchen- und Fichtenwald und 18 Feuerstellen (Haushaltungen); die Besitzer waren Franz Ludewig von Lübtow, Michael Christian von Lübtow und Johann Jacob von Lübtow.
Der Kreis Lauenburg-Bütow wurde 1846 geteilt, der Teil an der Ostseeküste kam zum Landkreis Lauenburg i. Pom. im Regierungsbezirk Köslin der Provinz Pommern. Amtsgerichtsbezirk war Lauenburg. Der Zarnowitzer See bildete die Grenze zu Westpreußen. Die Landgemeinde Lübtow hatte am 1. Dezember 1885 65, der Gutsbezirk 69 Einwohner.
Nach Ende des Ersten Weltkriegs wurde der Norden der Provinz Westpreußen aufgrund der Bestimmungen des Versailler Vertrags, mit Wirkung vom 20. Januar 1920, an Polen abgetreten. Die neue Staatsgrenze verlief etwa fünf Kilometer östlich.
Am 10. Januar 1921 wurde der Gutsbezirks Lübtow in die Landgemeinde Lübtow eingegliedert.
Bis 1945 bildete Lübtow eine Landgemeinde im Landkreis Lauenburg i. Pom., Regierungsbezirk Köslin, der preußischen Provinz Pommern des Deutschen Reichs. Lübtow war dem Amtsbezirk Sassin zugeordnet.
Gegen Ende des Zweiten Weltkriegs besetzte im Frühjahr 1945 die Rote Armee das Gebiet. Bald danach wurde die Region zusammen mit ganz Hinterpommern der Volksrepublik Polen zur Verwaltung überlassen. Anschließend kamen Polen und beschlagnahmten Häuser und Gehöfte der einheimischen Dorfbewohner. In der Folgezeit wurden die einheimischen Dorfbewohner von der polnischen Administration aus Lübtow vertrieben.
Von 1954 bis 1972 gehörte der Ort zur Gromada Choczewo. Die Landgemeinde wurde 1973 wieder gebildet und gehörte in den Jahren von 1975 bis 1998 administrativ zur Woiwodschaft Danzig, der Powiat Lęborski war in diesem Zeitraum aufgelöst. Seit 1. Januar 1999 gehört die Gemeinde zum Powiat Wejherowski der Woiwodschaft Pommern.
Im Dorf lebten nach der Volkszählung von 2011 186 Einwohner, 2002 betrug ihre Zahl 144 und 1998 136.

## Kirche

### Kirchspiel bis 1945
Die hier vor 1945 lebenden Dorfbewohner gehörten mit großer Mehrheit der evangelischen Konfession an. Das evangelische Kirchspiel war in Ossecken.
Das katholische Kirchspiel war in Wierschutzin.

### Polnisches Kirchspiel seit 1945
Die seit 1945 und Vertreibung der einheimischen Dorfbewohner anwesende polnische Einwohnerschaft ist größtenteils katholisch.
Hier lebende evangelische Polen sind dem Pfarramt in Stolp in der Diözese Pommern-Großpolen der Evangelisch-Augsburgischen Kirche in Polen zugeordnet, das eine gottesdienstliche Außenstation in Lauenburg i. Pom. unterhält.

## Verkehr
In Choczewo besteht Anschluss an die Woiwodschaftsstraße 213, die von Krokowa (Krockow) im Osten nach Słupsk (Stolp) im Westen führt. Eine Bahnanbindung in Choczewo besteht seit 2004 nicht mehr.
Der nächste internationale Flughafen ist Danzig.